# Galo Vela
Galo Vela Álvarez (Ambato, 16 de abril de 1944 - 7 de agosto de 1992) fue un político ecuatoriano que ocupó la alcaldía de Ambato entre 1984 y 1988.

## Biografía
Nació el 16 de abril de 1944 en Ambato, provincia de Tungurahua. Realizó sus estudios secundarios en el Pensionado Juan León Mera y en el Colegio Bolívar. Estudió durante un año medicina veterinaria en la Universidad Central del Ecuador, pero no concluyó la carrera.
Desde joven se vio inmerso en el ámbito empresarial, abriendo varias pequeñas empresas centradas en diversas actividades que iban desde el comercio y la metalurgia, hasta la ganadería y agricultura. Formó parte de la Cámara de Comercio de Ambato y desde la misma protagonizó protestas y un paro provincial contra las políticas del presidente Oswaldo Hurtado.
En las elecciones seccionales de 1984 fue elegido alcalde de Ambato por el Partido Social Cristiano. Durante su alcaldía llevó a cabo un recordado proyecto cultural denominado "Biblioteca Letras de Tungurahua", que consistió en la impresión de varias obras de escritores originarios de la ciudad tanto en español como en otros idiomas.
En 1990 fue elegido diputado nacional en representación de la provincia de Tungurahua. Durante su tiempo en el Congreso fue parte de la Comisión de lo Laboral y delegado del Legislativo al Parlamento Latinoamericano, del que fue vicepresidente. También fue candidato a la presidencia del Congreso.
Para las elecciones presidenciales de 1992 fue candidato a la vicepresidencia de la república por el Partido Social Cristiano, como binomio de Jaime Nebot. Sin embargo, perdieron en balotaje contra Sixto Durán-Ballén.
Falleció el 7 de agosto de 1992 a causa de un cáncer pulmonar, el mismo que le había sido detectado en 1989.